# 季曼嶺
季曼嶺(俄语： – Timansky Kryazh)是歐洲的高地，位於俄羅斯北部，大部分處於科密共和國內，北面部分在涅涅茨自治區和阿爾漢格爾斯克州，最高點平均海拔463米，處於烏拉山脈北部以西，東面有伯朝拉河，北面盡頭是巴倫支海。
季曼嶺是伊日馬河（伯朝拉河支流）、梅津河和維切格達河（北德維納河支流）的源頭，城市有烏赫塔。